# Tadas Žemaitis
Tadas Žemaitis (1º novembre 1977) è un pentatleta lituano.

## Palmarès
In carriera ha conseguito i seguenti risultati:
- Mondiali:

San Francisco 2002: argento nel pentathlon moderno staffetta a squadre e bronzo a squadre.
Città del Guatemala 2006: oro nel pentathlon moderno a squadre.
- Europei

Sofia 2001: argento nel pentathlon moderno staffetta a squadre.
Riga 2007: argento nel pentathlon moderno staffetta a squadre.
Lipsia 2009: oro nel pentathlon moderno staffetta a squadre.